# 1595 Танга
1595 Танга (енгл. 1595 Tanga) је астероид главног астероидног појаса са пречником од приближно 22,21 .
Афел астероида је на удаљености од 2,939 астрономских јединица (АЈ) од Сунца, а перихел на 2,349 АЈ.
Ексцентрицитет орбите износи 0,111, инклинација (нагиб) орбите у односу на раван еклиптике 4,164 степени, а орбитални период износи 1570,714 дана (4,300 године).
Апсолутна магнитуда астероида је 12,02 а геометријски албедо 0,055.
Астероид је откривен . 1949. године.